# I liga urugwajska w piłce nożnej (1929)
- Mistrz Urugwaju 1929: CA Peñarol
- Wicemistrz Urugwaju 1929: Club Nacional de Football
- Spadek do drugiej ligi: Liverpool Montevideo, Colón Fútbol Club i CA Cerro
- Awans z drugiej ligi: Racing Montevideo

Mistrzostwa Urugwaju w roku 1929 były mistrzostwami rozgrywanymi według systemu, w którym wszystkie kluby rozgrywały ze sobą mecze każdy z każdym u siebie i na wyjeździe, a o tytule mistrza i dalszej kolejności decydowała końcowa tabela. Z ligi spadły trzy kluby, a awansował tylko jeden, wobec czego liga zmniejszyła się z 14 do 12 klubów.
W następnym sezonie mistrzostw Urugwaju nie rozegrano z powodu pierwszych w historii mistrzostw świata w piłce nożnej.

## Primera División

### Końcowa tabela sezonu 1929
| Poz | Klub                      | Mecze | Zw | Rem | Por | Pkt | BrZd | BrStr |
| --- | ------------------------- | ----- | -- | --- | --- | --- | ---- | ----- |
| 1   | CA Peñarol                | 26    | 21 | 4   | 1   | 46  | 54   | 10    |
| 2   | Club Nacional de Football | 26    | 15 | 6   | 5   | 36  | 59   | 24    |
| 3   | Defensor Sporting         | 26    | 11 | 10  | 5   | 32  | 45   | 33    |
| 4   | Rampla Juniors            | 26    | 13 | 3   | 10  | 29  | 55   | 34    |
| 5   | Olimpia Montevideo        | 26    | 11 | 6   | 9   | 28  | 39   | 39    |
| 6   | Montevideo Wanderers      | 26    | 9  | 10  | 7   | 28  | 33   | 38    |
| 7   | Capurro Montevideo        | 26    | 10 | 6   | 10  | 26  | 38   | 40    |
| 8   | Miramar Misiones          | 26    | 9  | 7   | 10  | 25  | 32   | 49    |
| 9   | CA Bella Vista            | 26    | 8  | 8   | 10  | 24  | 32   | 35    |
| 10  | Sud América Montevideo    | 26    | 9  | 5   | 12  | 23  | 37   | 36    |
| 11  | Central Montevideo        | 26    | 7  | 7   | 12  | 21  | 35   | 46    |
| 12  | Liverpool Montevideo      | 26    | 8  | 4   | 14  | 20  | 30   | 31    |
| 13  | Colón Fútbol Club         | 26    | 7  | 4   | 15  | 18  | 33   | 44    |
| 14  | CA Cerro                  | 26    | 3  | 2   | 21  | 8   | 24   | 87    |